# El Poblado
El Poblado är en ort i Mexiko.   Den ligger i kommunen Coquimatlán och delstaten Colima, i den södra delen av landet, 500 km väster om huvudstaden Mexico City. El Poblado ligger 377 meter över havet och antalet invånare är 281.
Terrängen runt El Poblado är kuperad västerut, men österut är den platt. Runt El Poblado är det ganska tätbefolkat, med 129 invånare per kvadratkilometer. Närmaste större samhälle är Colima, 10,9 km öster om El Poblado. I omgivningarna runt El Poblado växer huvudsakligen savannskog.